# Gran Baraonda
Gran baraonda è una rivista in due tempi del 1952, diretta da Garinei e Giovannini prodotto dalla Spettacoli Errepì. Debuttò a Milano al Teatro Nuovo il 3 settembre 1952. È stata l'ultima interpretazione nel teatro di rivista di Alberto Sordi, poi dedicatosi all'attività di attore cinematografico.

## Primo tempo
- 1 C'era una volta uno scienziato americano...
- 2...il quale nella città di Minneapolis...
- 3...fece scoccare la scintilla baraonda...
- 4...rovesciando il mondo e, con esso, l'Italia...
- 5...mettendo sottosopra le tradizioni della rivista...
- 6...sconvolgendo la pace dei tetti...
- 7...la serenità della vita notturna...
- 8...la leggenda dei due celebri amanti...
- 9...penetrando nel tempio della lirica... (Milano si trovava al sud, Napoli era collocata al Nord)
- 10...turbando i sonni di un povero viaggiatore... (americani emigravano in cerca di lavoro)
- 11...resuscitando i ritmi di una vecchia musica...
- 12...e dopo una breve pausa tra gli amici di De Sica...
- 13...la scintilla "BARAONDA" penetra in un vagone ristorante...
- 14...che vi trasporta a New Orleans...
- 15...dove è arrivato lo 'Show Boat' di Mademoiselle Cherie.

## Secondo tempo
- 1 La scintilla "Baraonda" continua ad imperversare sui cuori femminili...
- 2...distrutti dal più grande seduttore di tutti i tempi...
- 3...per poi passare su un palcoscenico di rivista...
- 4...e saltare quindi da un vecchio velivolo...
- 5...ad un modernissimo aereo...
- 6...e giungere così al Festival di Venezia...
- 7...da dove, dopo aver assistito alla vera morte del commesso viaggiatore...
- 8...si spinge fino ad un bosco di favole...
- 9...e grazie ad un aiuto benefico...
- 10...arriva addirittura alla Corte dei Divorzi di Reno...
- 11...e, dopo l'ultimo sconvolgimento di carattere coniugale...
- 12...ed una rapida puntata nel piccolo Canyon...
- 13...la scintilla 'Baraonda' accende un sorriso di speranza...
- 14...con un madrigale di vecchie e nuove canzoni.

Subisce un importante rovesciamento il ruolo di Wanda Osiris: in questo spettacolo non scendeva lei le scale ma il comico Alberto Sordi. Il progetto di Garinei e Giovannini era teso ad effettuare un ridimensionamento del mito della soubrette, importunata dallo “sconosciuto” Alberto Sordi, d'azzurro ciclamino vestito, gongolante e sorridente, che giungerà all'ardire di richiedere a lei, soubrette all'epoca intoccabile, un 'scrittura'.
Nasce con questo spettacolo di rivista Un bacio a mezzanotte, cantata da Wanda Osiris e dal Quartetto Cetra.